# 尼泊爾裸吻魚
尼泊爾裸吻魚（学名：Psilorhynchus pseudecheneis）為輻鰭魚綱鯉形目裸吻魚科的一個種，分布於亞洲尼泊爾東部，體長可達15公分，棲息在丘陵區的溪流，偏愛具有落差的河段，屬底棲性，以腹部的吸盤吸附在岩石上。